# Agathia australis
Agathia australis là một loài bướm đêm trong họ Geometridae.